# Cisne Branco (barco)
O Cisne Branco foi uma embarcação brasileira que afundou na madrugada de 27 de setembro de 1943, no litoral do estado do Ceará, ao largo do município de Aracati, próximo à praia de Canoa Quebrada.
Ao contrário do pesqueiro Shangri-lá, cujo torpedeamento por um submarino da Alemanha Nazi só foi confirmado oficialmente em 2001, a verdadeira causa do naufrágio do Cisne Branco permanence indeterminada, apesar de se encontrar relacionado em diversas listas de navios brasileiros afundados por submarinos do Eixo, hipótese que, embora plausível, ainda carece de confirmação oficial.
Apesar de a justiça brasileira, em 2005, ter concedido a um dos tripulantes do barco o direito de receber a pensão especial destinada a ex-combatentes, prevista na Constituição brasileira de 1988, o máximo que se pôde evidenciar no processo é que o navio estava realmente envolvido no esforço de Guerra — e foi justamente esta circunstância que deu ganho de causa ao autor –, porém não ficou provado categoricamente que o barco havia sido afundado por um submarino Nazi.

## A embarcação
O barco, construído em Santa Catarina, tinha 299 toneladas de arqueação bruta distribuídas em um casco de madeira e propelido por um motor de potência desconhecida. Presume-se que o seu porto de registro era o de São Francisco do Sul, naquele estado. Era voltado à navegação mercante, embora estivesse prestando serviço à Marinha de Guerra, durante a Segunda Guerra Mundial, participando de comboios de abastecimento de tropas.
Por ocasião do naufrágio, o Cisne Branco levava consigo uma carga desconhecida por sua própria tripulação, que acreditava estar levando material bélico a bordo. Desde que zarpara do Rio de Janeiro, os tripulantes haviam percebido que seria uma viagem sigilosa e perigosa, pois a embarcação foi equipada com duas baleeiras extras e mais uma balsa salva-vidas. Há a notícia de que o barco levava uma carga de sal para Fernando de Noronha.
A bordo, além da tripulação normal, também estavam um sargento e três (ou cinco) soldados do exército, os quais, a princípio, dirigiam-se a uma base americana que estava sendo construída no Rio Grande do Norte, embora ninguém tivesse certeza do local de desembarque. O navio chegou a realizar algumas viagens em zonas de conflito militar, sobretudo entre Natal e Belém.

## O naufrágio
Por volta das 0:30 do dia 27 de setembro de 1943, o barco estava retornando ao Rio de Janeiro, com outra carga sigilosa, quando a tripulação sentiu um violento impacto que, de tão intenso, partiu o navio em dois, fazendo água imediatamente, não dando tempo aos homens a bordo pegar nenhum objeto. As baleeiras foram destruídas e uma balsa salva-vidas caiu na água, onde 13 pessoas conseguiram subir na tentativa de se salvarem, porém a balsa foi levada para o mar alto, deixando os náufragos três dias e três noites à deriva e sem alimentação.
Outros náufragos que conseguiram se agarrar em pedaços dos destroços do navio foram resgatados no início da manhã, com a ajuda dos jangadeiros da região, que saíram em suas pequenas embarcações para socorrê-los.
Às 23h do terceiro dia posterior ao naufrágio, a balsa foi avistada por uma pessoa que estava na praia, e avisou aos jangadeiros, que foram novamente resgatar os náufragos que estavam na balsa salva-vidas. Em terra, os náufragos receberem alimentação e roupas novas, porém, levariam quase dois meses para conseguir retornar a Santa Catarina. Chegaram a viajar em outros barcos, inclusive de trem, bem como trabalharam no Rio de Janeiro a fim de levantar fundos para retornarem a São Francisco do Sul. As famílias dos tripulantes há muito já não tinham notícias dos seus e acreditavam que já estivessem mortos.
No Rio de Janeiro, além de prestarem depoimento sobre o acidente perante o Tribunal Marítimo, os tripulantes ainda estiveram com a primeira-dama Darci Vargas, que autorizou a compra de roupas para eles.
"Corri só de camiseta e cueca para o convés e o comandante já tinha dado a ordem para abandonar o navio, que estava afundando. Alguma coisa tinha batido na gente e partiu o navio ao meio. Ainda ajudei um dos soldados a subir na balsa. Era meia-noite e meia. (...) Outros ficaram boiando no mar agarrados em pedaços do navio e foram resgatados no início da manhã, quando os jangadeiros da região saíram para o mar. (...) Por volta das 23 horas, da terceira noite, a balsa foi avistada por uma senhora que estava na praia. Eu tinha ficado com uma lanterna, que tinha ganho do sargento e a senhora viu a luzinha ao longe. Ela comentou depois que pensou que era um submarino ou os náufragos. Os jangadeiros foram nos resgatar". Relato do sobrevivente Turíbio João Moreira.

## Causas do naufrágio
A causa do naufrágio do Cisne Branco nunca foi esclarecida com exatidão. O processo decorrente do naufrágio, que tramitou no Tribunal Marítimo, foi incinerado em 1980.
Por vezes, menciona-se que o Cisne Branco teria sido afundado pelo submarino alemão U-161. Ocorre que o U-161, àquela data, estava no litoral de Alagoas, onde afundara o mercante Itapagé na tarde do dia 26. Mesmo que se considerasse sua velocidade máxima (34 km/h), verifica-se não ser possível o submarino navegar de Alagoas ao Ceará (aprox. 750 km por via marítima) em pouco mais de 10 horas, intervalo de tempo decorrido entre os dois naufrágios. Além disso, o U-161, após o ataque ao Itapagé, não rumou para o norte, e sim, para o sul, onde foi afundado por um Catalina na costa da Bahia naquele mesmo dia 27 de setembro.
Outras fontes asseveram que o navio fora afundado por um outro U-Boat alemão não identificado, ao passo que outras indicam que o barco afundou devido a uma colisão com outro barco não identificado.
Assim como é controversa a quantidade de homens a bordo (10 ou 13), também é o número de vítimas fatais, variando entre um e quatro mortos.

## Processos judiciais
Em 2005, um dos tripulantes sobreviventes, que à época do naufrágio era o cozinheiro do barco, ganhou uma ação movida contra a União, onde lhe foi concedida a pensão especial a ex-combatentes, prevista na Constituição do Brasil, uma vez que ficou comprovada que o navio estava envolvido em operações militares.
Uma prova que o navio estava sendo utilizado em caráter militar, foi o diário emitido pela Capitania dos Portos de São Francisco do Sul, atestando a saída do Cisne Branco do porto do município, com destino a um a porto confidencial, sem data anotada, entre 3 de agosto e 18 de setembro de 1943. Para a justiça, o documento demonstrou o caráter sigiloso da viagem, sendo um forte indício de que estava em missão de guerra. Outra prova utilizada, foi a emissão, em 2 de agosto de 1983, pela Diretoria de Portos e Costas, dando reconhecimento a condição de ex-combatente ao então comandante do Cisne Branco'.
De qualquer sorte, apesar da decisão judicial, a(s) vítima(s) do naufrágio do Cisne Branco' não foram reconhecidas como heróis de guerra, o que lhes tolheu o direito de terem os nomes inscritos no Monumento aos Mortos da Segunda Guerra Mundial, uma vez que não foi comprovado que tivessem sido vítimas de atos de guerra hostis.